# Romenay
Ne doit pas être confondu avec Château de Romenay.
Romenay (Roumené en francoprovençal bressan) est une commune française située dans le département de Saône-et-Loire, en région Bourgogne-Franche-Comté.

## Géographie

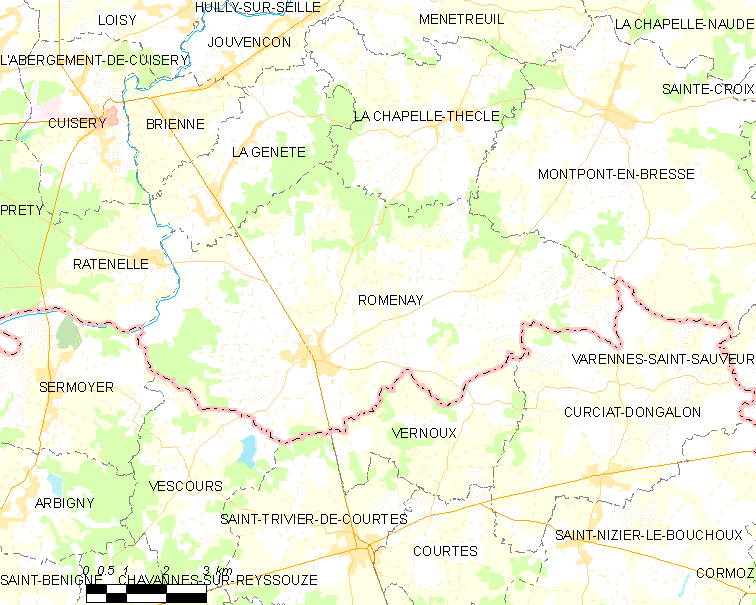
Carte de Romenay et de ses alentours.

Romenay fait partie de la Bresse bourguignonne. Par sa superficie, elle est la commune la plus grande de toute la Bresse et la 7e de toute la Saône-et-Loire et possède donc de très nombreux hameaux.

### Hydrographie
La Seille forme la limite occidentale de la commune ; elle sert de limite avec Ratenelle. Le Souchon et la Voye traversent également la commune, dans sa partie orientale.
De nombreux étangs sont également présents.

### Communes Limitrophes
Romenay est limitrophe de neuf communes, dont cinq dans l'Ain.

## Climat
Pour des articles plus généraux, voir Climat de la Bourgogne-Franche-Comté et Climat de Saône-et-Loire.
En 2010, le climat de la commune est de type climat océanique dégradé des plaines du Centre et du Nord, selon une étude du Centre national de la recherche scientifique s'appuyant sur une série de données couvrant la période 1971-2000. En 2020, Météo-France publie une typologie des climats de la France métropolitaine dans laquelle la commune est exposée à un climat semi-continental et est dans la région climatique Bourgogne, vallée de la Saône, caractérisée par un bon ensoleillement (1 900 h/an), un été chaud (18,5 °C), un air sec au printemps et en été et des vents faibles.
Pour la période 1971-2000, la température annuelle moyenne est de 11,4 °C, avec une amplitude thermique annuelle de 18 °C. Le cumul annuel moyen de précipitations est de 957 mm, avec 10,9 jours de précipitations en janvier et 7,7 jours en juillet. Pour la période 1991-2020, la température moyenne annuelle observée sur la station météorologique installée sur la commune est de 11,8 °C et le cumul annuel moyen de précipitations est de 983,9 mm. 
La température maximale relevée sur cette station est de 40,7 °C, atteinte le 12 août 2003 ; la température minimale est de −19,5 °C, atteinte le 17 janvier 1985,,.
| Mois                                  | jan.             | fév.            | mars            | avril         | mai             | juin           | jui.          | août           | sep.          | oct.          | nov.          | déc.            | année      |
| ------------------------------------- | ---------------- | --------------- | --------------- | ------------- | --------------- | -------------- | ------------- | -------------- | ------------- | ------------- | ------------- | --------------- | ---------- |
| Température minimale moyenne (°C)     | 0,2              | 0,2             | 2,9             | 5,4           | 9,6             | 13,2           | 14,8          | 14,4           | 10,7          | 7,9           | 3,6           | 0,9             | 7          |
| Température moyenne (°C)              | 3,2              | 4,2             | 8               | 11,2          | 15,2            | 19             | 21            | 20,7           | 16,5          | 12,4          | 7             | 3,8             | 11,8       |
| Température maximale moyenne (°C)     | 6,3              | 8,2             | 13,1            | 16,9          | 20,8            | 24,8           | 27,2          | 27             | 22,3          | 16,8          | 10,4          | 6,7             | 16,7       |
| Record de froid (°C) date du record   | −19,5 17.01.1985 | −14 07.02.1991  | −11,4 01.03.05  | −5,5 08.04.03 | −1,2 01.05.1984 | 3,5 04.06.1989 | 5 01.07.1981  | 4,4 31.08.1986 | 1 30.09.1995  | −7 31.10.1997 | −9 23.11.1998 | −17 20.12.09    | −19,5 1985 |
| Record de chaleur (°C) date du record | 17,5 10.01.15    | 19,8 23.02.1990 | 24,5 21.03.1990 | 28,8 30.04.05 | 32,5 24.05.09   | 37,2 22.06.03  | 40,4 24.07.19 | 40,7 12.08.03  | 34,9 14.09.20 | 28 04.10.1985 | 23,2 06.11.15 | 18,2 18.12.1989 | 40,7 2003  |
| Précipitations (mm)                   | 78,1             | 63,2            | 62,5            | 77,4          | 96,8            | 75,7           | 75,4          | 79,9           | 79,3          | 102,9         | 107,2         | 85,5            | 983,9      |

| Diagramme climatique                                  |            |             |             |             |              |              |            |              |              |              |            |
| J                                                     | F          | M           | A           | M           | J            | J            | A          | S            | O            | N            | D          |
| 6,30,278,1                                            | 8,20,263,2 | 13,12,962,5 | 16,95,477,4 | 20,89,696,8 | 24,813,275,7 | 27,214,875,4 | 2714,479,9 | 22,310,779,3 | 16,87,9102,9 | 10,43,6107,2 | 6,70,985,5 |
| Moyennes : • Temp. maxi et mini °C • Précipitation mm |            |             |             |             |              |              |            |              |              |              |            |

Les paramètres climatiques de la commune ont été estimés pour le milieu du siècle (2041-2070) selon différents scénarios d'émission de gaz à effet de serre à partir des nouvelles projections climatiques de référence DRIAS-2020. Ils sont consultables sur un site dédié publié par Météo-France en novembre 2022.

## Urbanisme

### Typologie
Au 1er janvier 2024, Romenay est catégorisée commune rurale à habitat très dispersé, selon la nouvelle grille communale de densité à sept niveaux définie par l'Insee en 2022.
Elle est située hors unité urbaine et hors attraction des villes,.

### Occupation des sols
L'occupation des sols de la commune, telle qu'elle ressort de la base de données européenne d’occupation biophysique des sols Corine Land Cover (CLC), est marquée par l'importance des territoires agricoles (81,2 % en 2018), en diminution par rapport à 1990 (82,3 %). La répartition détaillée en 2018 est la suivante : prairies (42,1 %), terres arables (24,8 %), forêts (16,2 %), zones agricoles hétérogènes (14,4 %), zones urbanisées (2,6 %). L'évolution de l’occupation des sols de la commune et de ses infrastructures peut être observée sur les différentes représentations cartographiques du territoire : la carte de Cassini (XVIIIe siècle), la carte d'état-major (1820-1866) et les cartes ou photos aériennes de l'IGN pour la période actuelle (1950 à aujourd'hui).

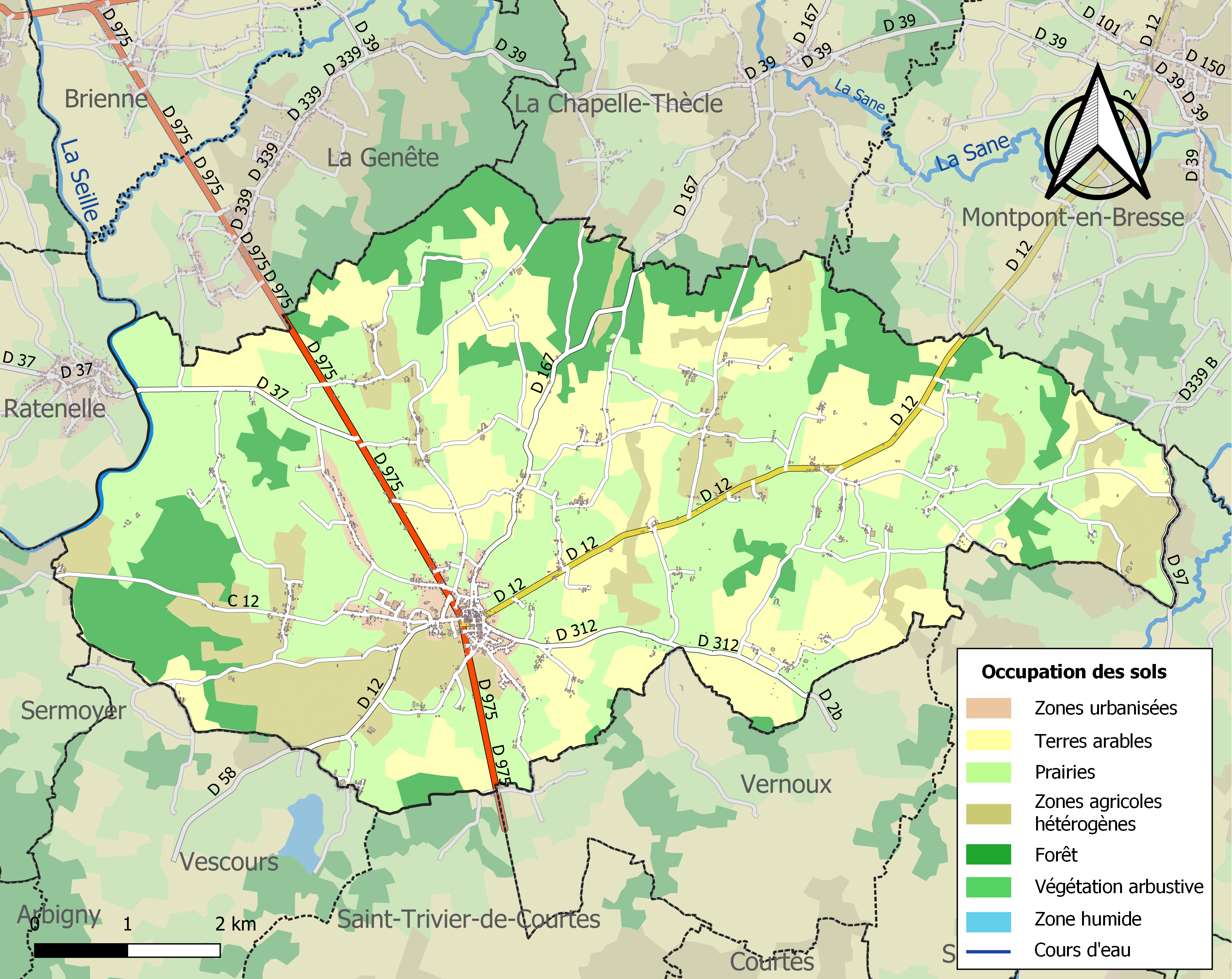
Carte des infrastructures et de l'occupation des sols de la commune en 2018 (CLC).

## Histoire
L'acte le plus ancien où figure Romenay est la donation faite en l'an 584 par le roi burgonde Gondran qui résidait à Chalon, petit-fils de Clovis, à l'église Saint-Vincent de Mâcon, lieu de résidence de l'évêque de l'époque qui était un certain Nizier, canonisé par la suite.
Depuis cette époque lointaine, la paroisse de Romenay appartenait donc aux évêques de Mâcon, seigneurs barons de Romenay, le dernier en date est monseigneur Moreau qui fut destitué pendant la période révolutionnaire de 1789 à 1794. Un magnifique tableau de monseigneur Moreau est visible au musée des Ursulines de Mâcon. L'actuelle mairie est installée dans l'ancien château de l'évêque. La cour de l'école est également une partie du clos du château de l'évêque, baron de Romenay, qui s'étendait jusqu'à l'actuelle route départementale 975.
1878 : création d'une fanfare communale qui, vingt ans plus tard, accédant à un statut plus officiel, deviendra l'Harmonie de Romenay.
1917 : la commune est détachée du canton de Tournus auquel elle appartenait jusqu'alors (Romenay quitte l'arrondissement de Mâcon pour intégrer celui de Louhans).
En 1937, Romenay est choisie pour représenter les provinces de France à l’Exposition internationale des arts et techniques de Paris et, à cette fin, sous la houlette de Georges Henri Rivière, le musée du terroir de Romenay est présenté dans une salle de la mairie du Centre rural, ensemble de bâtiments et de services construit pour l’Exposition à la porte Maillot dans le but de promouvoir une vision moderniste de la vie agricole.

## Politique et administration

### Tendances politiques et résultats

#### Élections présidentielles
Le village de Romenay place en tête à l'issue du premier tour de l'élection présidentielle française de 2017, Marine Le Pen (RN) avec 29,23 % des suffrages. Mais lors du second tour, Emmanuel Macron (LaREM) est en tête avec 54,11 %.

#### Élections législatives
Le village de Romenay faisant partie de la quatrième circonscription de Saône-et-Loire, place lors du 1er tour des élections législatives françaises de 2017, Catherine Gabrelle (LREM) avec 25,17 % des suffrages. Mais lors du second tour, il s'agit de Cécile Untermaier (PS) qui arrive en tête avec 52,04 % des suffrages.

#### Élections régionales
Le village de Romenay place la liste « Pour une Région qui vous Protège » menée par Julien Odoul (RN), dès le 1er tour des élections régionales de 2021 en Bourgogne-Franche-Comté, avec 32,31 % des suffrages. Lors du second tour, les habitants décideront de placer la liste de « Notre Région Par Cœur » menée par Marie-Guite Dufay, présidente sortante (PS) et celle de Gilles Platret (LR) à égalité, avec cette fois-ci, près de 31,78 % des suffrages. Puis, Julien Odoul (RN), troisième avec 31,15 % et en dernière position celle de Denis Thuriot (LaREM) avec 5,30 %. Il est important de souligner une abstention record lors de ces élections qui n'ont pas épargné le village de Romenay avec lors du premier tour 76,59 % d'abstention et au second, 74,22 %.

#### Élections départementales
Le village de Romenay faisant partie du canton de Cuiseaux place le binôme de Sébastien Fierimonte (DIV) et Carole Rivoire-Jacquinot (DIV), en tête, dès le 1er tour des élections départementales de 2021 en Saône-et-Loire avec 38,60 % des suffrages. Lors du second tour, les habitants décideront de placer de nouveau le binôme de Sébastien Fierimonte (DIV) et Carole Rivoire-Jacquinot (DIV) , en tête, avec cette fois-ci, près de 60,32 % des suffrages. Devant l'autre binôme menée par Frédéric Cannard (DVG) et Sylvie Chambriat (DVG) qui obtient 39,68 %. Cependant, il s'agit du binôme Frédéric Cannard (DVG) et Sylvie Chambriat (DVG) qui est élu, une fois les résultats centralisés. Il est important de souligner une abstention record lors de ces élections qui n'ont pas épargné le village de Romenay avec lors du premier tour 76,81 % d'abstention et au second, 74,37 %.

### Liste des maires de Romenay
| Période                                  | Période        | Identité          | Étiquette | Qualité                            |
| ---------------------------------------- | -------------- | ----------------- | --------- | ---------------------------------- |
|                                          |                | Henri Pagand      |           | Décédé en 1993.                    |
| juin 1995                                | mars 2008      | Jean-Pierre Laloi |           |                                    |
| mars 2008                                | juin 2020      | Didier Gerolt     |           | Ingénieur responsable d'entreprise |
| juin 2020                                | septembre 2021 | Daniel Jennepin   |           |                                    |
| septembre 2021                           | En cours       | Pascal Debost     |           | Artisan charpente couverture       |
| Les données manquantes sont à compléter. |                |                   |           |                                    |

### Jumelage
Romenay figure parmi les quinze premières communes de Saône-et-Loire à avoir établi – puis officialisé – des liens d'amitié avec une localité étrangère.
La commune est jumelée avec Katzweiler (Allemagne).

## Démographie
L'évolution du nombre d'habitants est connue à travers les recensements de la population effectués dans la commune depuis 1793. Pour les communes de moins de 10 000 habitants, une enquête de recensement portant sur toute la population est réalisée tous les cinq ans, les populations de référence des années intermédiaires étant quant à elles estimées par interpolation ou extrapolation. Pour la commune, le premier recensement exhaustif entrant dans le cadre du nouveau dispositif a été réalisé en 2005.

En 2022, la commune comptait 1 740 habitants, en évolution de +3,69 % par rapport à 2016 (Saône-et-Loire : −1,06 %, France hors Mayotte : +2,11 %).
| 1793  | 1800  | 1806  | 1821  | 1831  | 1836  | 1841  | 1846  | 1851  |
| ----- | ----- | ----- | ----- | ----- | ----- | ----- | ----- | ----- |
| 2 877 | 3 180 | 3 045 | 3 101 | 3 085 | 3 053 | 3 267 | 3 390 | 3 516 |

| 1856  | 1861  | 1866  | 1872  | 1876  | 1881  | 1886  | 1891  | 1896  |
| ----- | ----- | ----- | ----- | ----- | ----- | ----- | ----- | ----- |
| 3 458 | 3 493 | 3 437 | 3 245 | 3 435 | 3 486 | 3 612 | 3 502 | 3 465 |

| 1901  | 1906  | 1911  | 1921  | 1926  | 1931  | 1936  | 1946  | 1954  |
| ----- | ----- | ----- | ----- | ----- | ----- | ----- | ----- | ----- |
| 3 558 | 3 359 | 3 262 | 2 885 | 2 820 | 2 755 | 2 714 | 2 407 | 2 159 |

| 1962  | 1968  | 1975  | 1982  | 1990  | 1999  | 2005  | 2006  | 2010  |
| ----- | ----- | ----- | ----- | ----- | ----- | ----- | ----- | ----- |
| 1 884 | 1 766 | 1 685 | 1 641 | 1 566 | 1 580 | 1 576 | 1 581 | 1 642 |

| 2015  | 2020  | 2022  | - | - | - | - | - | - |
| ----- | ----- | ----- | - | - | - | - | - | - |
| 1 668 | 1 721 | 1 740 | - | - | - | - | - | - |

## Économie
Romenay reste une petite commune rurale qui en 1937 a été classée village rural de France.
Romenay, située à la limite de la Bresse savoyarde et de la Bresse bourguignonne, possède plusieurs élevages de volailles de Bresse. Le village a suivi l'évolution de toute la Bresse d'une manière générale, à savoir que les petites exploitations agricoles ont pour beaucoup disparu. Les exploitants actuels élèvent des bovins de race charolaise, qui sont primés à la foire de Pâques, une des plus importantes de la région. Pour les fêtes de Pentecôte, le Comité des fêtes organise la Fête du Poulet de Bresse qui attire de nombreux visiteurs tant pour déguster le poulet rôti à la broche, que pour assister au spectacle de variétés qui anime l'après-midi. Une randonnée pédestre et cyclable  est également organisé chaque année.

## Culture locale et patrimoine

### Lieux et monuments

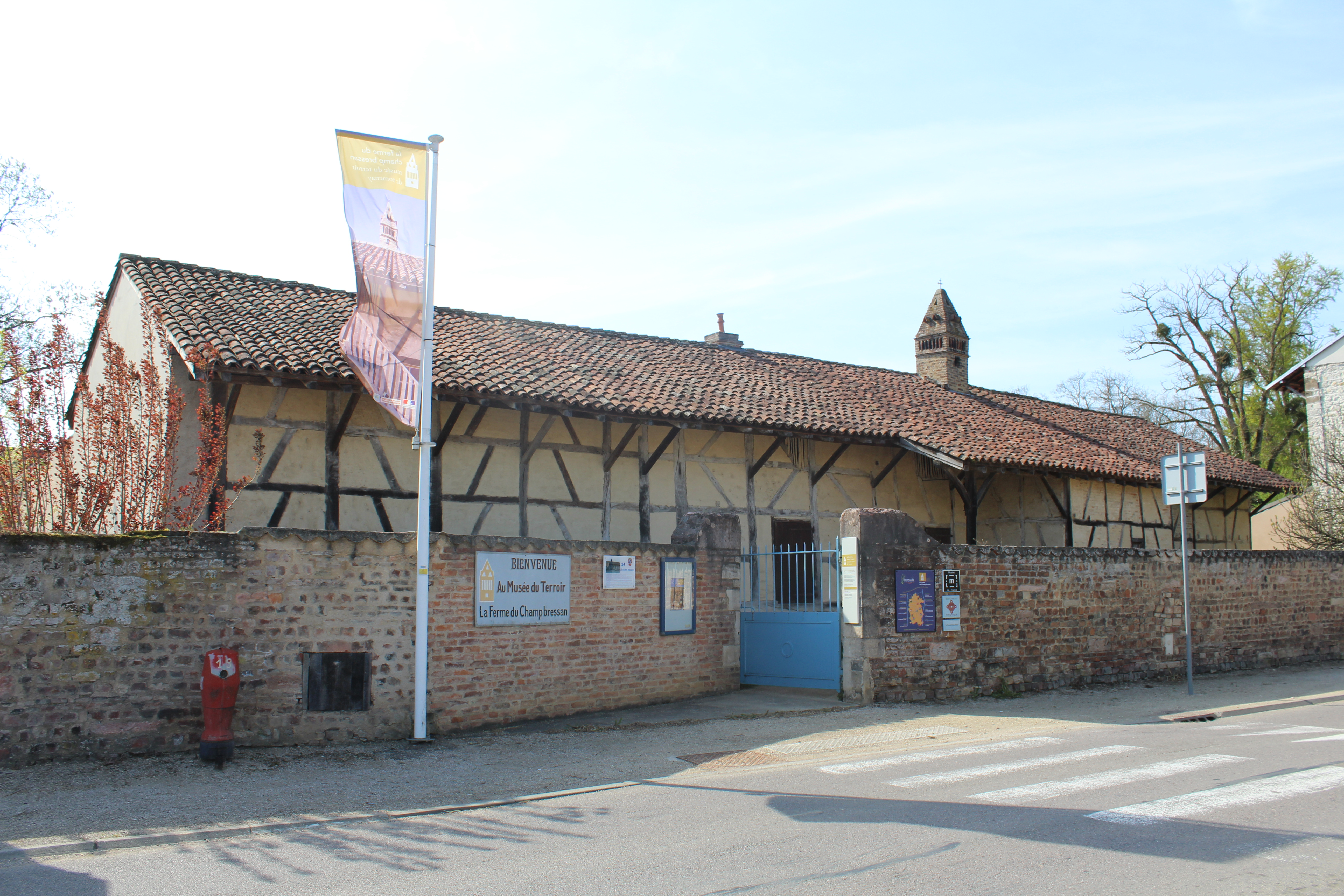
Ferme du Champ-Bressan.

- L'église du XIIe siècle, placée sous le vocable de saint Martin, qui présente la particularité d'abriter un carillon de cloches, faisant de cet édifice le deuxième du diocèse d'Autun le mieux pourvu en cloches (neuf en tout)[24].
- La ville médiévale : la rue du Colonel-Pagand, rue ancienne avec des maisons en pans de bois et deux portes d'entrée : la porte d'Occident[25] et la porte d'Orient[Note 3]. Les vestiges de l'enceinte en brique rouge ; il demeure, quoiqu'en mauvais état, une tour (nord-est), elle aussi en brique. L'urbanisme du village, un brin trop moderne permet toutefois de repérer encore la trace du plan qu'avait le village au Moyen Âge : centre circulaire, rues cursives...
- Deux étangs à la Chagne et à Moiziat, gérés par l'association Les Amis du Vieux Romenay,  qui attirent pêcheurs et promeneurs.
- Trois fermes possédant une cheminée sarrasine sont classées en partie ou totalement monument historique :
  - la ferme du Champ-Bressan[26], du tout début du XVIIIe siècle, rénovée et transformée en musée (depuis 2010), où est valorisé le terroir bressan[27] ;
  - la ferme des Chanées, classée, au titre des Monuments historiques, en 1925[28] ;
  - la ferme de Saint-Romain, classée en 1925[29].
- La ferme de La Train (ou Latrain), classée, depuis le 9 septembre 2014 , dans sa totalité[30].
- Une maison à colombages, de la fin du XVIe siècle, curieusement penchée[31].

### Héraldique
|  | Les armes de la commune se blasonnent ainsi : D'azur à la bande d'or. |

## Pour approfondir